# 87式砲側弾薬車

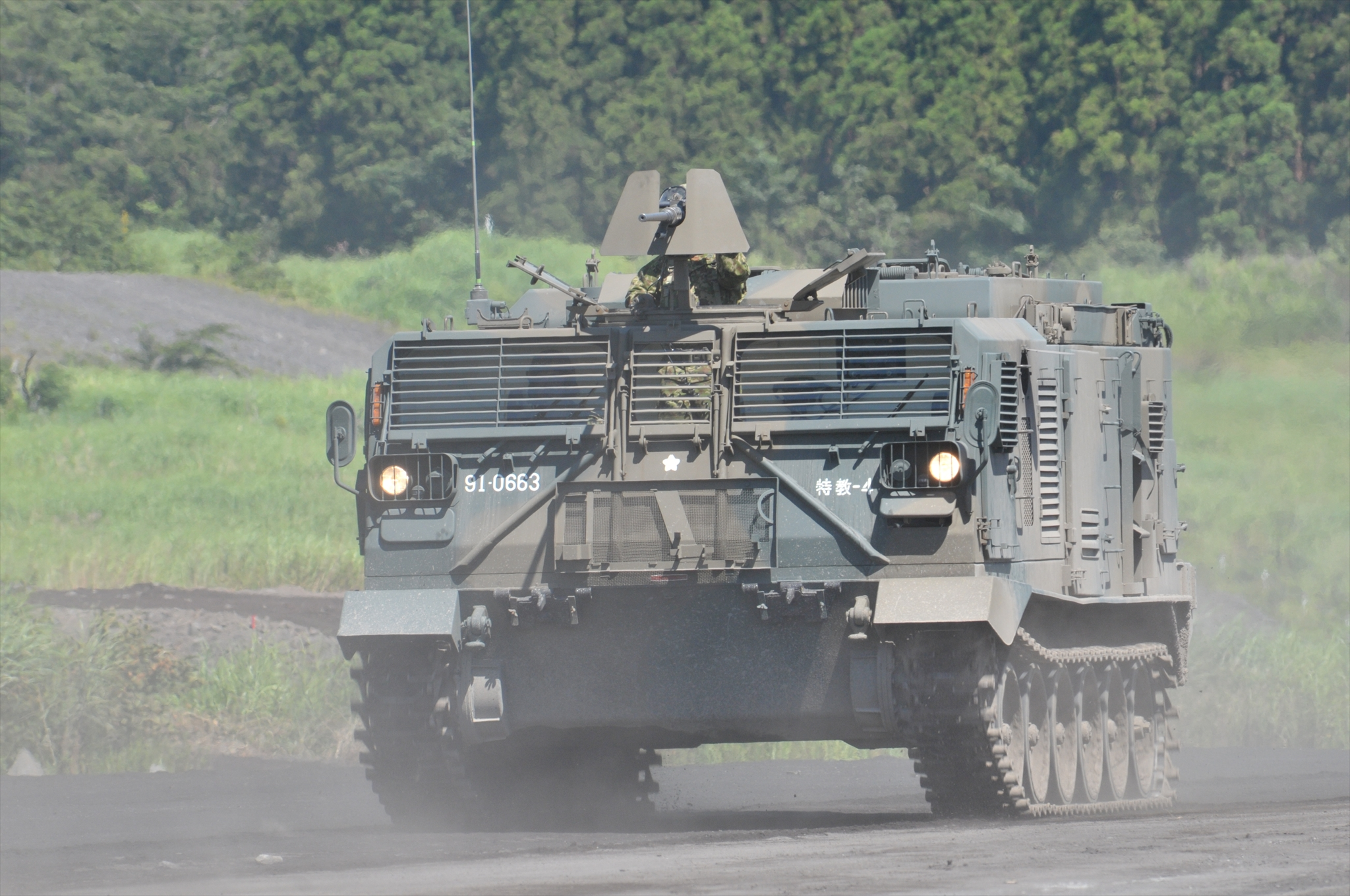
87式砲側弾薬車

87式砲側弾薬車（はちななしきほうそくだんやくしゃ）は、陸上自衛隊の野戦特科部隊の装備していた装甲車両である。

## 概要
203mm自走榴弾砲の導入に伴い開発された装備で、砲弾および装薬を搭載し、自走砲に随伴し弾薬の補給を行うと共に、自走砲に搭乗しきれない砲操作要員を輸送するための車両である。203mm自走榴弾砲とともに用途廃止となる。

## 開発

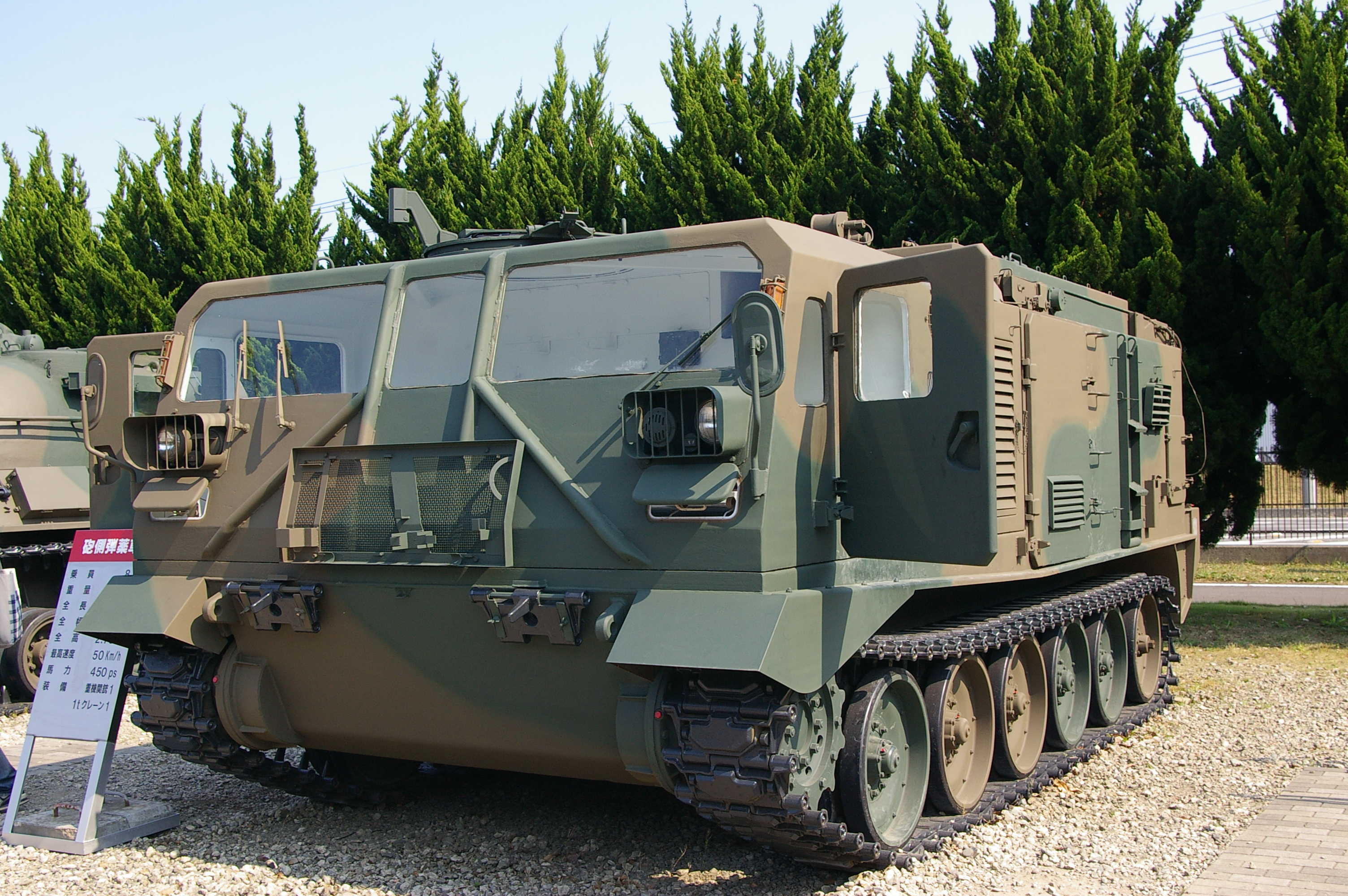
試作型である砲側弾薬車(B)

防衛庁（当時）では、1984年（昭和59年）より、各方面隊直轄の特科大隊の装備する牽引式火砲の更新装備として203mm自走榴弾砲の導入を開始した。しかし、203mm自走榴弾砲は車体が小型であるため、車両本体には砲弾および装薬は2発分しか搭載できず、また、射撃に必要な13名の要員のうち搭乗できるのは5名のみであった。アメリカ陸軍では弾薬と残り8名の砲要員は随伴するM548 装軌貨物輸送車によって輸送されるが、陸上自衛隊ではM548は採用せず、独自に国産の随伴弾薬車を開発・装備することに決定した。
これにあたっては、203mm自走榴弾砲が更新する装備である203mmりゅう弾砲M2の牽引と弾薬および砲要員の輸送に使用されている73式けん引車の発展型を開発して装備することとされ、1983年（昭和58年）より日立製作所によって開発作業が開始された。
試作車両は新造したものと73式けん引車を改造したものが製作され、1985年（昭和60年）にはそれぞれ砲側弾薬車(A)、砲側弾薬車(B)として完成し、各種試験が行われた。試験の結果、エンジンを203mm自走榴弾砲と同じものに変更した砲側弾薬車(A)の方が、203mm自走榴弾砲に随伴して行動し、同じ部隊内で運用するにはより適しているとされ、1987年（昭和62年）に「87式砲側弾薬車」として採用された。

## 特徴

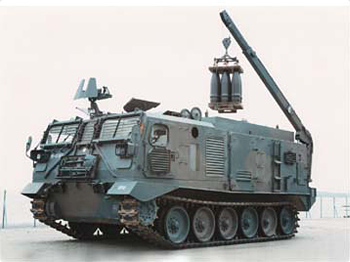
砲弾を吊り上げた状態

野戦特科部隊に装備し203mm自走榴弾砲に随伴して継続的に弾薬補給を行う。開発の経緯が示すように重砲牽引用の73式けん引車の派生型であり、基本設計は73式けん引車のものを流用している。車体前部に操縦席があり、上構部分が兵員室や弾薬庫となっている構成は同様だが、弾薬庫等のある車体上部は新たに設計されており、車体長が1ｍ伸びた分、転輪位置も一部変更されている。
弾薬庫には203mm砲用の弾薬であれば50発搭載できる。弾の揚降は右後部に設置された揚力約1トンの油圧式クレーンは、203mm砲弾を最大で10発吊り下げられる。車体後部を自走砲に面して停止配置した場合、車内のガイドレールを用いて、自走砲の装弾機に砲弾を移送できる。
自衛用に車体前部天面のハッチに防盾付きの12.7mm重機関銃を備える。前部の窓ガラスは、スリット式の装甲シャッターによって爆風や銃弾から守られる。
73式けん引車に装備されていた排土板、203mm榴弾砲M2および155mm加農砲M2の野戦牽引用の牽引ブームは装備されていない。本車はあくまで「砲側弾薬車」であり、火砲の牽引車として用いることは想定されていない。
| 予算計上年度         | 調達数 |
| -------------------- | ------ |
| 昭和62年度（1987年） | 不詳   |
| 昭和63年度（1988年） | 不詳   |
| 平成 1年度（1989年） | 不詳   |
| 平成 2年度（1990年） | 8両    |
| 平成 3年度（1991年） | 8両    |
| 平成 4年度（1992年） | 6両    |
| 平成 5年度（1993年） | 4両    |
| 平成 6年度（1994年） | 4両    |
| 平成 7年度（1995年） | 4両    |
| 平成 8年度（1996年） | 4両    |
| 平成 9年度（1997年） | 4両    |
| 平成10年度（1998年） | 3両    |
| 平成11年度（1999年） | 3両    |
| 平成12年度（2000年） | 3両    |
| 平成13年度（2001年） | 1両    |
| 平成14年度（2002年） | 1両    |
| 平成15年度（2003年） | 1両    |
| 平成16年度（2004年） | 1両    |

## 配備部隊・機関
203mm自走榴弾砲を装備した野戦特科部隊（主に方面隊直轄の特科大隊）に配備されていた。
陸上自衛隊武器学校

### 過去の配備部隊
陸上自衛隊富士学校
- 富士教導団
  - 特科教導隊
    - 第4射撃中隊

北部方面隊
- 第1特科団
  - 第1特科群
    - 第101特科大隊
    - 第102特科大隊
    - 第103特科大隊

  - 第4特科群
    - 第120特科大隊
    - 第104特科大隊

東北方面隊
- 第2特科群
  - 第110特科大隊

西部方面隊
- 西部方面特科隊（旧第3特科群）
  - 第112特科大隊

## 諸元
- 全長：7.17m[5]
- 全幅：2.99m[5]
- 全高：3.0m[5]
- 重量：約23,500kg[2][5]
- 乗員：8名[5]
- 回転半径：信地[5]
- 最高速度：約50km/h[2][5]
- 行動距離：約300km[2][5]
- 最大積載弾数：203mm砲用弾薬 50発[5]
- 武装：12.7mm重機関銃M2[5]
- エンジン名：水冷2サイクル8気筒ディーゼルエンジン[5]
- 出力：411ps/2300rpm[5]
- 製作：日立製作所[5]